# Stiernstedt
Stiernstedt är en svensk friherrlig adelsätt, som härstammar från Viborg.

## Vapenbeskrivning
| ” | En sköld fördehlt i fyra fält, hvilka med ett gyllende korss ifrån hvarandra skillias, och mitt uppå fördehlningen dess förra adelige stamvapen, som är en sköld, fördehlt genom tvänne streck i längden och ett i tvären uti sex dehlar, lyhsandes uti hvardera af den första, tredje och femte deelen en stiehrna af guld i blått fält. Dhe tree öfrige deelarne äro af silfver, men af sielfva frijherrliga vapnet är det första fältet blått, hvaröfver går en bande af guld emellan tvänne billetter af silfver, varandes sielfva banden zijrad med en blå Mercurii staaf. Det andra fältet är af rödfärg, hvaruti sees en cröhnt försilfrad hielm med tvänne små crohnflaggor igenom. Det tredie fältet är uti allt lijkt med det andra, så ock det fiehrde med det första. Ofvan på skölden stå tvänne öppne tornerhielmar med en frijherrlig crona emellan och en på hvardera hielmen. Öfver den högra hielme-cronan vijsa sig ett paar blå uthsträckte vingar med en stiehrns af guld emellan och en af samma metall på hvardera vingen, men uppå den vänstra står en piramid af guld igenom en gröhn crantz emellan en struss-fiäder af silfver och en af röd färg. Löfvärcket är af guld, silfver, blått och rödt, aldeles som det samma med sine egentelige färgor härhoos afmåhlat finnes [...] | „ |
| – | |   |

## Historia
Ättens förste kände stamfader torde vara rådmannen och borgaren i Viborg, Hans Thesleff, som åren 1595-1597 nämns som utländsk köpman. I Anreps ättartavlor uppges att han var skotte, men detta har modern forskning inte kunnat styrka. Han hade sex barn. Sonen Peter blev lagman och assessor i Åbo hovrätt och var gift med borgmästaredottern Catharina Schmedeman från Viborg som var halvsyster till Johan Schmedeman.
Deras son landshövdingen i Åbo län Johan Thesleff (1663-1722), blev 1697  svensk adelsman med namnet Stiernstedt och 1719 friherre. Han var lagman i Söderfinne lagsaga. Han överflyttade mot slutet av sitt liv till Sverige. Hans första hustru var Johanna Gripenberg och den andra var en Törne av samma släkt som bland annat von Törne och Bureättling. Ett tredje äktenskap med en dotter till Johannes Gezelius den yngre gav inga barn. En dotter i första äktenskapet gifte sig Tepati och en dotter i andra gifte sig Barohn. Ätten fortlevde på svärdssidan endast från första äktenskapet, med riksrådet Carl Johan Stiernstedt i dennes äktenskap med Jacobina Meldercreutz.

## Personer med efternamnet Stiernstedt eller Stjernstedt
- August Stiernstedt, flera personer
  - August Stjernstedt (1828–1909), riksdagsman
  - August Stiernstedt (1844–1924) , författare
  - August Wilhelm Stiernstedt (1812–1880), riksheraldiker
- Carl Johan Stiernstedt (1686–1753), militär, ämbetsman och politiker
- Erik Stjernstedt (1878–1963), generalsekreterare för Svenska Röda Korset
- Georg Stjernstedt (1876–1963), advokat
- Gordon Stiernstedt (1885–1976), direktör och författare
- Göran Stiernstedt (född 1949), läkare och statlig utredare
- Hedda Stiernstedt (född 1987), skådespelare (tillhör ej ätten)
- Jan Stiernstedt (1925–2008), ämbetsman och författare
- Johan Stjernstedt (1865–1947), riksdagsman
- Lennart Stiernstedt (1904–1989), riksdagsman
- Marika Stiernstedt (1875–1954), författare
- Ruth Stjernstedt (1879–1954), advokat
- Sophie Stjernstedt (1845–1927), målare
- Wilhelm Stjernstedt (1841–1919), militär
- Wilhelm Stiernstedt (född 1946), kammarherre

## Släktträd (urval)
- Carl Johan Stiernstedt (1686–1753), militär, ämbetsman och politiker
  - Lars Stiernstedt (1731–1783), kunglig sekreterare
    - Samuel Peter Stiernstedt (1764–1825), major
      - Theodor Stiernstedt (1800–1878), kapten
        - August Stiernstedt (1844–1924), expeditionschef och författare

      - August Wilhelm Stiernstedt (1812–1880), riksheraldiker

    - Lars Wilhelm Stjernstedt (1774–1831), löjtnant 
      - Johan Wilhelm Stjernstedt (1806–1865), kapten
        - Wilhelm Stjernstedt (1841–1919), generallöjtnant
          - Marika Stiernstedt (1875–1954), författare
          - Georg Stjernstedt (1876–1963), advokat, gift med Ruth Stjernstedt (1879–1954), advokat
          - Erik Stjernstedt (1878–1963), generalsekreterare i Rödakorset

        - Sophie Stjernstedt (1845–1927), målare

      - August Stjernstedt (1828–1909), riksdagsman
        - Johan Stjernstedt (1865-1947), riksdagsman
          - Lennart Stiernstedt (1904–1989), riksdagsman

        - Gordon Stiernstedt (1885–1976), direktör och författare 
          - Jan Stiernstedt (1925–2008), ämbetsman och författare
            - Göran Stiernstedt (född 1949), läkare och statlig utredare
            - Metta Stiernstedt (född 1952), lärare
              - Hedda Stiernstedt (född 1987), skådespelare